# پاوریتو
پاوریتو (به اسپانیایی: Paurito) یک منطقهٔ مسکونی در بولیوی است که در استان آندرس ایبانز واقع شده‌است. پاوریتو ۲٬۱۱۳ نفر جمعیت دارد و ۳۵۶ متر بالاتر از سطح دریا واقع شده‌است.